# Союз трёх наций
Союз трёх наций (также Союз трёх народов, лат. Unio Trium Nationum) — союзное объединение трёх сословий: дворянства (в основном венгры), горожан (в основном трансильванские саксы и другие немецкие поселенцы) и свободных воинов-секеев. Все они контролировали экономико-политическую жизнь средневековой Трансильвании до 1918 года, а затем частично в 1940—1944 годах и проводили политику  сегрегации по отношению к православному румынскому крестьянскому большинству.
Только в XIX веке союз трёх наций получил выраженную этническую коннотацию.
Формально система носила обычный сословный характер, но её особая острота в регионе заключалась в высокой дифференциации сословий по принципу языков и религий.

## Предпосылки
Преимущественно романоязычная Трансильвания окончательно вошла в состав Венгерского королевства ещё в XI веке. Таким образом, к населявшим её православным валахам (румынам) добавились венгры, число которых возрастало. С раннего периода венгерские предводители, а затем и короли, заботясь об усилении своей власти, поощряли переселение в край секеев и чангошей (один из родов венгров), которым поручили охрану границ королевства Венгрия. Начался процесс мадьяризации региона. В XII—XIII венгры активно привлекают на поселение также и немцев, главным образом из долины Мозеля, в меньшей степени из Саксонии, которые в Трансильвании стали известны, как Трансильванские саксы, позднее рассматривались, как часть румынских фольксдойче. Большая часть немцев осела в городах, где составила большинство населения, занимающегося ремеслом и торговлей.

## История
Даже когда Трансильвания оказалась (пусть и в составе единой империи) вне Венгерского королевства, в системе земель, непосредственно подчинявшихся Австрийской империи (позднее Цислейтания), господство в ней венгерского дворянства осталось незыблемым, а затем вновь окрепло (возникла Транслейтания). Этническое и языковое разнообразие дополнялось также религиозным. Венгры исповедовали католичество, лютеранство, кальвинизм и унитарианство, немцы — католичество и лютеранство. Валашская элита под давлением правящего класса также приняла католичество и мадьяризировалась. Несогласные потеряли все привилегии. Румынские крестьяне сохранили верность православию, немногочисленные горожане румыны перешли в «компромиссное» униатство.

## Этническая стратификация и сегрегация
В 40-е годы XIX века в Трансильвании проживало, по приблизительным подсчётам, 1,3 млн румын (60 %), 0,6 млн венгров и секеев (28 %) и 0,2 млн немцев (10 %), «не считая» цыган, евреев, украинцев, сербов и т. д. Но в правовом плане по-прежнему признавались лишь три «исторические нации» — мадьяры, немцы и секеи, представленные в законодательном собрании Княжества. Румыны официальной «нацией» не считались и представительством не пользовались, что означало отказ от признания их языка и культуры, лишало их легальной возможности защиты национальных прав. В особо угнетенном положении оказались румыны и в плане социальном: их феодальная верхушка потеряла земли или омадьярилась ещё в XI—XVI веках. В отличие от Дунайских княжеств (Княжество Валахия и Молдавское княжество), румынская община Трансильвании не обладала полной социальной структурой, в её среде помещики или мещане как социальные классы отсутствовали: крупный землевладелец-мадьяр, лично свободный земельный собственник-секей или мещанин-немец противостоял зависимому крестьянину-румыну.